# Christian Lorenz

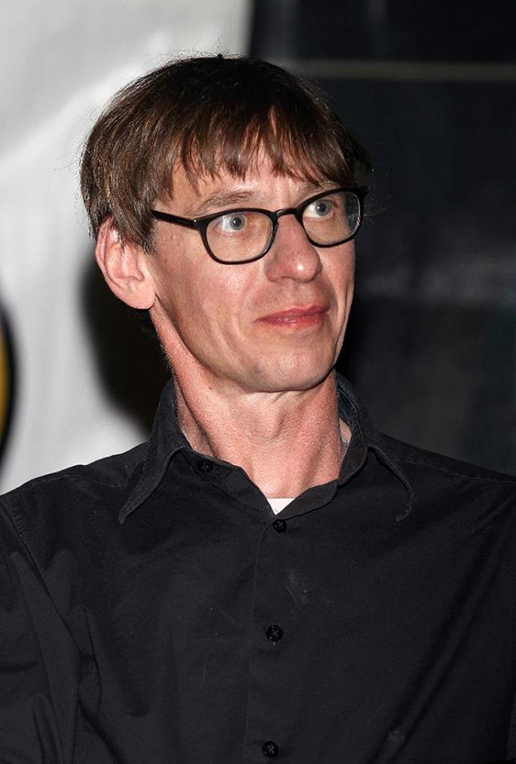
Christian Lorenz (2013)

Christian „Flake“ Lorenz (* 16. November 1966 in Ost-Berlin) ist ein deutscher Musiker. Der als Keyboarder der Band Rammstein bekannt gewordene Lorenz war zuvor Mitglied der Punkband Feeling B. Er ist auch als Schriftsteller und Radiomoderator tätig.

## Leben
Lorenz wuchs mit seinen Eltern – sein Vater war Ingenieur im VEB Elektro-Apparate-Werke Berlin-Treptow „Friedrich Ebert“ (EAW), seine Mutter an der Humboldt-Universität und nebenbei publizistisch tätig – und seinem drei Jahre älteren Bruder in dem damals eigenständigen Stadtbezirk Prenzlauer Berg (heute: Bezirk Pankow) auf. Schon in der Kindheit entstand sein Spitzname „Flake“, den er bis heute beibehält. Eigenen Angaben zufolge wird er so genannt, seitdem er fünf Jahre alt war; Vorlage sei ein Handlungsort aus dem Trickfilm Wickie und die starken Männer gewesen. Da die Sendung – eine Adaption einer ab 1963 erschienenen Kinderbuchreihe von Runer Jonsson – jedoch erst 1974 in Deutschland erstausgestrahlt wurde, ist der Ursprung nicht eindeutig geklärt.
Seine Schulzeit beschreibt der Musiker als schwierig, da er stotterte und von Mitschülern gehänselt und in Müllcontainer gesperrt wurde. Er besuchte zunächst die Grundschule an der Heinrich-Roller-Straße, die nur wenige hundert Meter von der elterlichen Wohnung entfernt lag. In der fünften Klasse lernte er Paulo San Martín aus Chile kennen und freundete sich mit ihm an. Die Freundschaft besteht bis heute, der einstige Schulfreund ist als Band- und Produktionsassistent bei Rammstein tätig.
Bis zur 10. Klasse besuchte Lorenz die POS im Prenzlauer Berg, ab dem 1. September 1983 machte er eine Lehre als Werkzeugmacher im VEB Rationalisierung Berlin an der Schönhauser Allee. Ursprünglich wollte er Arzt werden, was ihm jedoch verwehrt blieb, da er aufgrund seiner schulischen Leistungen für eine Abiturientenlaufbahn nicht infrage kam. Eigener Aussage nach war der Grund hingegen die angekündigte Wehrdienstverweigerung. Zudem beschwerte sich die Schuldirektorin bei seinen Eltern, er benehme sich herablassend. Die landläufige Aussage, er werde wegen seines unerfüllten Berufswunsches heute noch von Fans und Bandkollegen „Doktor Lorenz“ genannt, korrigierte er 2017 in seinem Buch Heute hat die Welt Geburtstag:

„Ich hatte den Namen mal viel früher aus Versehen angegeben, als wir einen Namen für unsere GEMA-Mitgliedschaft eintragen sollten. Ich dachte, da muss man was Originelles machen. Seitdem steht auf allen Platten Doktor Lorenz oder so was. Hätte ich mal meinen Namen genommen. Jetzt wollen alle wissen, warum ich mich Doktor nenne. Es stimmt wirklich, dass ich als Kind mal Chirurg werden wollte. Aber ich wollte auch Feuerwehrmann, Pilot, Erfinder oder Musiker werden.“

Nach dem Ende seiner Ausbildung war er bereits als Musiker so aktiv, dass er seinen gelernten Beruf nicht mehr ausübte und nur noch Gelegenheitsjobs übernahm, einerseits, um die eher überschaubaren Gagen aufzubessern, die Feeling B zumindest in der Anfangsphase bekam, andererseits aber auch, um nicht wegen Verstoßes gegen die für Amateurmusiker bestehende Arbeitspflicht des asozialen Lebenswandels bezichtigt und deshalb verhaftet werden zu können. Seiner Einberufung in die Nationale Volksarmee entzog er sich bis zur Wende, indem er sich immer wieder von Ärzten krankschreiben ließ und sich beim Wehrkreiskommando selbst als psychisch labil bezeichnete.
Nach dem Fall der Mauer und der Einführung der Deutschen Mark reichte sein Verdienst als Musiker Lorenz zufolge nicht mehr aus, sodass er eine vom Staat geförderte ABM-Tätigkeit annahm. Mit Freunden gründete er einen gemeinnützigen Verein und betrieb unter anderem eine nur mäßig erfolgreiche Kunstgalerie, in der er und seine Mitstreiter eigene Gemälde ausstellten. Zudem arbeitete er ab 1990 im entstehenden Kunsthaus Tacheles, für das eine Gruppe Kreativer ein altes Warenhausgebäude an der Oranienburger Straße besetzt hatte. Dort half er beim Aus- und Einbau eines Theaters, betätigte sich als Regisseur im West-Berliner Schillertheater und war als ABM-Kraft unter anderem am Ausbau und an der Wiedereröffnung eines Kinos beteiligt. Später versuchte er, sich durch den An- und Verkauf gebrauchter Westautos Geld dazuzuverdienen. Im Alter von 30 Jahren, als er vom Staat eine Arbeitslosenhilfe bekam, machte er sich als Mitglied der Band Rammstein offiziell als Musiker selbstständig.
In späteren Jahren eröffnete er gemeinsam mit einem Geschäftspartner in Berlin einen Oldtimer-Verleih, in den er als Autofan zahlreiche eigene Fahrzeuge einbrachte. Nach finanziellen Schwierigkeiten und Differenzen mit dem Geschäftspartner stieg er jedoch aus dem Unternehmen aus.

## Musikalischer Werdegang
Seine Liebe zur Musik entdeckte Lorenz nach eigenen Angaben zufällig. Auf eigenen Wunsch erhielt er ab der dritten Klasse Klavierunterricht, nachdem er einen Mitschüler sehr gekonnt spielen gehört hatte. Er wurde an der Musikschule Prenzlauer Berg angemeldet und übte zunächst ohne eigenes Klavier. Um die Noten zu lernen, klebte er Papierstreifen aneinander, auf die er Tasten gemalt hatte. Für 100 Mark erstanden seine Eltern schließlich ein gebrauchtes Klavier.
Als er im Alter von zehn Jahren nach einem Autounfall längere Zeit im Krankenhaus lag und nach der Entlassung noch zu Hause bleiben musste, schenkte ihm sein Vater, ein großer Jazz-, Country- und Bluesfan, einen Minett-Kassettenrecorder. Mit diesem Gerät nahm Lorenz in den folgenden Jahren Musik aus dem (West-)Radio auf, unter anderem die Sendungen des für seine Honecker-Witze bekannten RIAS-Moderators Lord Knud, später auch die Sendung Musik für den Recorder des DDR-Senders DT64, bei der zunächst eine Plattenseite einer ostdeutschen Band gespielt wurde und danach die einer internationalen Gruppe. Er gelangte unter anderem an einen Mitschnitt von Musik der Rolling Stones, die ihn begeisterte. Dadurch entstand sein Wunsch, in einer Band zu spielen. Er begann, die Bluesplatten seines Vaters zu hören, und dachte sich eigene Stücke aus, die er gemeinsam mit einem Freund auf Kassette aufnahm, um sie anderen vorzuspielen.
Seinen ersten Auftritt hatte er im Mai 1981 im Alter von 14 Jahren bei einem Rock-Schulfest an der EOS Heinrich Schliemann im Prenzlauer Berg, die sein Bruder Peter besuchte. Mit seinem chilenischen Schulfreund und dessen bulgarischem Bekannten übte er vier Stücke ein, lieh sich für den Auftritt das schuleigene E-Piano. Als die beiden „Bandkollegen“ kurz vor dem Auftritt wegen Lampenfiebers ausstiegen, überredete er den Schlagzeuger einer anderen dort auftretenden Gruppe, ihn bei seinem Vorspiel zu begleiten. Sein Auftritt endete nach drei Stücken: eines mit E-Piano und Schlagzeug, eines nur noch mit E-Piano – ein Großteil des Publikums und der Drummer hatten Lorenz zufolge die Halle verlassen – sowie ein kurzer Blues, den er auf seiner Mundharmonika spielte. Über diesen Auftritt schrieb Lorenz in seiner 2015 erschienenen Biografie:

„Ich ging von der Bühne und versuchte, unsichtbar zu sein. Selbst meinen besten Freunden fiel es schwer, mir etwas Anerkennendes zu sagen. Einer nur sagte, sein Kumpel hätte ihn gefragt: Sage mal, was ist denn der da für ein cooler Typ, dem ist ja gar nichts peinlich. Da war ich mit meinem Auftritt schon wieder halb versöhnt (…). Immerhin hatte ich mich getraut aufzutreten. Und ich hatte gemerkt, was für ein unbeschreibliches Gefühl es war, auf einer Bühne zu stehen.“

Lorenz spielte dann in der christlichen Rhythm-and-Blues-Band Hilflos (später umbenannt in Tedeum), die in einer Kirche in Berlin-Pankow probte. Da er kein E-Piano besaß, bestand seine Probe daraus, dass er das Spiel der restlichen Mitglieder verfolgte und das Gehörte zu Hause am Klavier übte. Für Konzerte lieh er sich für jeweils 50 Mark von einem Bekannten dessen Instrument. Als die Gruppe sich auflöste, bemühte er sich um eine neue Band. Dies gestaltete sich aber schwierig, da er nach wie vor kein transportables Instrument besaß. Daraufhin kauften ihm seine Eltern für 2000 (Ost-)Mark – Lorenz zufolge das zweieinhalbfache Monatsgehalt seines Vaters – auf Annonce eine gebrauchte Weltmeister-Orgel des Typs TO 200/5, die allerdings nur unwesentlich leichter als ein Klavier war. Laut Lorenz konnten vier Personen sie tragen.

### Einstieg bei Feeling B
Im Jahr 1983, im Alter von 16 Jahren, wurde er Mitglied der Band Feeling B. Der Kontakt entstand über den Berliner Schlagzeuger Alexander Kriening – dieser war ebenjener Drummer gewesen, der Lorenz zwei Jahre früher beim Schulfest seines Bruders für ein Lied begleitet hatte. Dort musizierte er mit Kriening, zuvorderst aber mit dem Sänger Aljoscha Rompe und mit seinem späteren Rammstein-Bandkollegen, dem Gitarristen Paul Landers, ab 1990 auch mit dem neuen Gastschlagzeuger Christoph Schneider, heute ebenfalls Rammstein-Musiker.
Bei Feeling B sollte Lorenz mit seiner Weltmeister-Orgel nicht nur Melodien spielen, sondern vor allem die Rolle eines Bassisten übernehmen – dieser fehlte zu dieser Zeit in der Band und Lorenz’ Orgel brachte die technischen Voraussetzungen dafür mit, um die unteren Oktaven als Basstöne abzutrennen. Die Musik – eine Art Fun-Punk – machte auf den damals 16-jährigen Lorenz mächtig Eindruck:

„Die Musik war sehr schnell und äußerst kraftvoll. Ich merkte gar nicht, dass der Sänger Schwierigkeiten mit dem Rhythmus hatte und vor allem damit, seinen Einsatz zu finden. Ich dachte, das muss so sein. Ich verstand gerade noch so, dass er auf Deutsch sang, vielmehr gesagt, auf Deutsch etwas schrie. Er zappelte wie verrückt, und ich war begeistert. So einen Menschen hatte ich noch nie erlebt. Das war alles so ganz anders als die Bands, die ich kannte.“

Das gleichzeitige Spielen der Basstöne mit der linken Hand und der für die Band seither charakteristischen verspielten Keyboardmelodien mit Rechts blieb in den folgenden zehn Jahren meist Lorenz’ Doppelpart – und erklärt die stoische Miene, mit der er in der Rückschau bei Feeling-B-Konzerten oft beschrieben wird:

„Ich musste mit einem Finger die schnellen Achtel spielen. Ich konnte ja nicht wie ein echter Bassist mit zwei Fingern spielen oder gar einen Wechselschlag mit dem Plektrum machen, sondern musste mit einem Finger wie eine Nähmaschine auf die Tasten hacken. Deshalb habe ich bei Konzerten mit dieser Band nie herumgehampelt und sah so unbeteiligt aus, als würde ich eine Mathearbeit schreiben. Ich musste mich voll und ganz auf das hohe Tempo konzentrieren, darauf, das extrem hohe Tempo auch zu halten.“

Gemeinsam mit seinen Bandkollegen bewarb sich Lorenz um eine staatliche Spielerlaubnis für Amateurbands. Während der Wartezeit auf die sogenannte Einstufung – die Termine wurden teilweise mit langem Vorlauf vergeben – trat er mit Feeling B illegal in den Spielpausen befreundeter Gruppen auf, unter anderem bei den Bands Freygang und Pardon. Nachdem Feeling B die Einstufung mit einer hohen Sonderstufe gemeistert hatte und somit Konzerte frei planen durfte, kaufte Sänger Rompe – dieser hatte einen Schweizer Pass und genoss Reisefreiheit – für Lorenz in Westdeutschland einen Casio-Synthesizer, den dieser über die folgenden Jahre bei ihm abzahlte.
Obwohl die Band bewusst auf Amateurniveau blieb und Lorenz zufolge aufgrund eines ungehemmten Alkoholkonsums nur wenige Konzerte zu Ende spielte, erreichte Feeling B in der DDR einen hohen Bekanntheitsgrad. Die Gruppe trat in der gesamten DDR auf, spielte regelmäßig vor mehreren tausend Besuchern bei einem privat organisierten Blues- und Punk-Open-Air namens Steinbrücken-Festival und zählte zu den drei DDR-Bands, die am 2. Juli 1988 neben internationalen Musikern wie The Wedding Present und Jonathan Richman in der Ost-Berliner Werner-Seelenbinder-Halle auftraten. Als Mitglied von Feeling B wurde Lorenz Filmprotagonist in der DEFA-Produktion flüstern & SCHREIEN – Ein Rockreport und nahm im Anschluss mit der Band beim staatlichen Label Amiga das erste offizielle Punk-Album der DDR auf.
1993 bereiste Lorenz gemeinsam mit Rompe, Landers, dem damaligen Gastdrummer Schneider sowie dem Bandtechniker Andreas Vadda Vater (heute Rammstein-Techniker) als Feeling B den Südosten der USA und absolvierte dort einige – nur mäßig erfolgreiche – Konzerte.
Die Band löste sich nur wenige Monate nach der USA-Reise Ende 1993 wegen unterschiedlicher musikalischer Vorstellungen auf. Zuvor hatten Lorenz, Landers und der mittlerweile ausgeschiedene Gastdrummer Christoph Schneider ein viertes Album vorproduziert, das Sänger Rompe nach seiner Rückkehr aus dem Urlaub jedoch ablehnte und das darum nicht mehr veröffentlicht wurde. Als Paul Landers nach einem Weihnachtskonzert in der Berliner Kulturbrauerei seinen Ausstieg ankündigte, schloss sich Lorenz ihm – wenn auch zögerlich – an.

### Musikalische Nebenprojekte
Lorenz hatte sich während der Feeling-B-Jahre mit seinem Bandkollegen Landers angefreundet, bis beide nach Lorenz’ Angaben „nur noch als Doppelpack bekannt waren“. Beide spielten parallel in diversen anderen DDR-Bands mit – manchmal zeitlich versetzt sogar in denselben Gruppen. Bedingt durch Landers’ intensive Produzententätigkeit und den damaligen Mangel an guten Keyboardern in Ost-Berlin war Lorenz nach eigenen Angaben zudem als Gastmusiker bei Bands wie die anderen, Happy Straps, Die 3 von der Tankstelle, Freygang und Die Firma aktiv.
Mit Landers startete Lorenz aber auch das gemeinsame musikalische Nebenprojekt Die Magdalene Keibel Combo. Dort übernahm Flake große Teile der Gesangsparts. In dieser Formation, die offiziell ein Duo mit Gastmusikern war, brachten er und sein Kollege 1988 das Album Das gemeine Reitbein heraus. Einige Teile des darauf veröffentlichten Lieds Klaus Kinski finden sich heute in modifizierter Form im Rammstein-Song Heirate mich wieder.
Lorenz war darüber hinaus Mitglied der Gruppen Kashmir und bei Frigitte Hodenhorst Mundschenk; letzteres war ein gemeinsames Projekt mit dem Schriftsteller und Performance-Künstler Matthias BAADER Holst, dem Ornament-&-Verbrechen-Musiker Bo Kondren sowie dem Musiker Klaus Maus. Die Formation bestritt unter anderem Auftritte bei Ausstellungseröffnungen und errang dort Aufsehen, weil die Mitglieder Benzin auf dem Boden verteilten und anzündeten – ein Effekt, der Mitte der 1990er Jahre von Lorenz’ neuer Band Rammstein adaptiert wurde.
Weitere Projekte, an denen er beteiligt war, trugen die Namen Parts for Millions und Stoffwechsel – hier musizierte er mit Frank „Trötsch“ Tröger, Sänger der systemkritischen Band Die Firma. Er startete zudem das Elektronikprojekt Flake und Piet. Letzteres war Lorenz zufolge erneut ein Gemeinschaftswerk mit dem Feeling-B-Kollegen Paul Landers, aus dem 1991 das Tape Goessel beinhart mit Titeln wie Der Damenschneider oder Granatendub entstand.
Mit seinem früheren chilenischen Schulfreund und weiteren Gleichgesinnten trat Lorenz nach eigenen Angaben Ende der 1990er Jahre einmal bei einer Ausstellung in Dresden unter dem Namen Dub-Labor auf, hielt seine Identität als Rammstein-Musiker jedoch geheim.

### Rammstein
1994 wurde Lorenz Keyboarder bei der Band Rammstein. Nachdem sich Feeling B zwischen Ende 1993 und Mai 1994 allmählich aufgelöst hatte, überredete ihn Landers, zu den Proben für das neue Bandprojekt zu kommen, in das dieser bereits fest eingestiegen war. Lorenz, der sich mit dem Ende von Feeling B noch nicht abfinden mochte und Landers wegen dessen Ausstiegs Vorwürfe machte, kam mit, zeigte jedoch zunächst große Abneigung gegen die Musik, die dort gespielt wurde. Dazu sagte sein früherer Feeling-B-Kollege im Jahr 2004 dem TV-Sender MTV:

„Ich glaube, Flake war es zu stumpf einfach. Flake wollte heimlich ins Theater, (…) ein Synthesizer, in der Ecke sitzen: 'Hallo --- düdelümm!', so Theatermusik machen. (…) Da haben wir ihn grad noch weggeholt – aus der Cordhose gerissen!“

Zudem fand Lorenz anfangs keinen Zugang zum Großteil der anderen fünf Musiker. Er sagte später in einem Interviewbuch:

„Ich bin erst dazugekommen, als es die Band schon gab. Ich habe ungefähr ein Jahr gebraucht, um für mich zu entscheiden, ob ich bei Rammstein mitspielen will oder nicht, habe (…) nur als Gast mitgemacht. (…) Die Schweriner Gang (Anm.: Oliver Riedel, Till Lindemann, Richard Z. Kruspe) hatte sich Schneider als Trommler genommen. (…) Zu Schneider hatte ich kaum ein emotionales Verhältnis. Mit Scholle (Anm.: Richard Z. Kruspe) bin ich nicht zurechtgekommen. Vor Olli hatte ich Angst, den fand ich ein bisschen komisch. Nur Till fand ich gut. Mit Paul hatte ich acht Jahre zusammengelebt, der ist mir fürchterlich auf die Nerven gefallen.(…) Ich wäre froh gewesen, wenn ich ihn mal ein Jahr nicht gesehen hätte.“

Er erklärte sich letztlich aber doch zur Mitarbeit bereit und wurde festes Bandmitglied.
Schon früh übernahm Lorenz bei den Live-Performances der Band neben seinen Keyboard-Parts auch unterhaltende Showparts. Einer der ersten war der Rammdance, den der – im Vergleich zu seinen Bandkollegen – eher magere Musiker unter anderem bereits beim Bizarre-Festival 1996 zu dem Rammstein-Song Weißes Fleisch vorführte und der durch zackige, eher unharmonische Bewegungen auffällt.
Einer der am häufigsten verwendeten Effekte ist die Fahrt Flakes mit einem Gummiboot auf den Händen des Publikums. Auch beim Hurricane-Festival 1997 zelebrierte die Band diesen Showteil schon, damals und in der Folgezeit zunächst zum Lied Seemann, später auch bei Heirate mich und Stripped, seit der Liebe ist für alle da-Tour beim Lied Haifisch. Flake gab diesen Gummiboot-Posten allerdings – nach einigen schmerzhaften und mit durchaus ernsten Verletzungen verbundenen Stürzen – zeitweise an Oliver Riedel und Paul Landers ab.
Seit der Welttournee zum Album Reise, Reise zählt ein Aufenthalt in einem überdimensionalen Kochtopf zu Lorenz’ Showparts: Für das Lied Mein Teil, das die Tat des sogenannten Kannibalen von Rotenburg, Armin Meiwes, thematisiert, nimmt Lorenz bei Live-Auftritten Platz in einem eigens hierfür geschweißten Behältnis, das von Sänger Lindemann im Zuge des Liedbeitrags mit einem Flammenwerfer erhitzt wird. Lorenz springt zum Finale des Songs hinaus und rennt – mit explodierenden und rauchenden Knallkörpern an der Bühnenkleidung – quer über die Bühne.
Einen ähnlich heißen Showeffekt übernahm Lorenz mit dem Beginn der Liebe-ist-für-alle-da-Tour: Für das Video bzw. die Live-Show zu der Single Ich tu dir weh ließ Lindemann eine eiserne Badewanne schweißen, in die er den während der Songdarbietung aufmüpfig und angriffslustig auftretenden Flake hineinwirft und ihn – Paul Landers zufolge – anschließend mit flüssigem Metall übergießt.
Eine Arbeit, die Flake nicht immer zusagt – aber er übernimmt diese Parts aus praktischen Gründen, wie er schon im Jahr 2005 im Zuge der Dokumentation „Anakonda im Netz“ sagte:

„Als Keyboarder bin ich ungebunden auf der Bühne. Ich kann an allen Stellen, an denen ich nicht spiele, einfach so weggehen und irgendetwas machen. Die Gitarristen haben ihre Gitarre – bis die die abgehängt haben (…) und den Sender ab haben – die können nicht so ins Boot steigen oder Faxen machen.(…) Und: Wir machen Heavy-Metal-Musik, wo ein Keyboard nicht so wichtig ist. Es gibt viele Stellen, da spiele ich einfach nicht. Und wenn ich nicht spiele, muss ich ja nicht rumstehen.“

Eine der Showeinlagen aus der Zeit des zweiten Albums Sehnsucht brachte ihn im Jahr 1999 zusammen mit Rammstein-Sänger Till Lindemann in den Vereinigten Staaten im Anschluss an ein Konzert in Worcester, Massachusetts, ins Gefängnis: Man warf ihm und Lindemann die Zurschaustellung lasziven und unzüchtigen Verhaltens zum Song Bück dich vor. Bei diesem Song simuliert Lindemann unter Verwendung eines Dildos Analverkehr mit Lorenz und spritzt vor dem gebückt hockenden Lorenz mit Milch herum.
Lorenz zufolge saßen er und der Bandkollege etwa fünf Stunden im Gefängnis. Sie mussten sich anschließend vor Gericht verantworten und erhielten eine sechsmonatige Haftstrafe auf Bewährung sowie eine Geldstrafe. Diese Erfahrung hielt sie aber nicht davon ab, diese Performance im Zuge ihrer Made-in-Germany-Tournee ab Anfang November 2011 zu wiederholen.

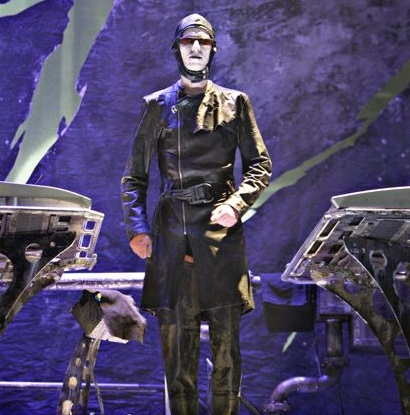
Lorenz in seinem Bühnenkostüm (2009)

Dass er seine Entscheidung, der Band Rammstein beizutreten, nicht bereut hat, untermauert eine Äußerung, die er im Jahr 2009, beim Making-of-Video zum Video Pussy über Rammstein machte:

„Ich wüsste jetzt nichts, was ich für die Band nicht machen würde.“

Das SZ-Magazin, das die Band 2012 bei der US-Tour zum Album Made in Germany begleitete und dazu ein Sonderheft veröffentlichte, zitiert dort aus einer E-Mail, die der kanadische Buchautor
Michael Slade nach einem Konzert an Paul Landers schickte. Dieser verglich die Band mit Figuren des Science-Fiction-Autors H.G. Wells und bescheinigte Lorenz dabei einen Sonderstatus:

„Ich habe sie alle gesehen, Paul, ich war sogar Zeuge von Presleys Auftritt in der Ed Sullivan Show. Dann die Beatles, dann Pink Floyd, die Rolling Stones, The Clash, The Cramps. Aber was seid ihr bloß? Ihr seid etwas anderes. Europe has arrived. (…) Ihr seid eine kristallklare, wirklich überwältigende Erfahrung: Unten ihr fünf, die finsteren Morlocks. Und oben Flake: der Eloi!“

## Privatleben
Lorenz hat mehrere Kinder und ist seit 2008 mit der Künstlerin Jenny Rosemeyer verheiratet. Er lebt in Prenzlauer Berg in Berlin, verfügte aber auch mehrere Jahre über ein Anwesen in dem Dorf Kreuzbruch (Liebenwalde) in Brandenburg. Der Hof war im November 2011 Ziel eines Brandanschlags – ein eifersüchtiger Ortsansässiger setzte eine Scheune auf dem Gelände in Brand, weil er glaubte, der Verwalter der Immobilie habe eine Affäre mit seiner Partnerin.
Dank seines Vaters, der mit seiner Familie stets lange Strecken zu Fuß zurücklegte, ist Lorenz begeisterter Wanderer. Dies führte allerdings auch dazu, dass er bereits als junger Erwachsener verhaftet wurde. 1986 wurde er in der Nähe von Leutenberg während einer Wanderung mit Freunden festgenommen – man warf ihm und seinen Begleitern angesichts ihres Wandergepäcks vor, die Flucht aus der DDR geplant zu haben. Sie kamen Lorenz zufolge für mehrere Tage in ein Gefängnis in Saalfeld/Saale, wurden dann jedoch wieder freigelassen, während Lorenz zufolge zeitgleich drei Gleichaltrige aus Lorenzˈ Berufsschule die Festnahme der Gruppe genutzt hatten, um tatsächlich zu fliehen.
Lorenz beschreibt sich selbst als hypochondrisch veranlagt. Er habe schon früh zahlreiche Ängste entwickelt, unter anderem vor öffentlichen Verkehrsmitteln, geschlossenen Räumen, Dunkelheit und vielen Menschen. Seine (mittlerweile nach eigenen Angaben besiegte) Flugangst versuchte er zeitweise zu bekämpfen, indem er im Handgepäck das Trümmerteil eines abgestürzten Flugzeugs mit sich führte, da es, wie er in seiner Biografie „Der Tastenficker“ schrieb, statistisch so gut wie unmöglich sei, dass ein Stück Flugzeug zweimal abstürzt. Er verzichtete später wieder darauf, da es deswegen immer wieder zu Verzögerungen bei den Sicherheitskontrollen an den Airports kam.

## Sonstiges
Lorenz’ älterer Bruder Peter ist von Beruf Comiczeichner und veröffentlicht unter dem Namen Herr Auge Lorenz seine Werke. Die Zeichnungen im Booklet des zweiten Feeling-B-Albums Wir kriegen euch alle stammen von ihm. Peter Lorenz ist in der Berliner Comicbibliothek Renate – nach eigenen Angaben der einzigen ihrer Art in ganz Deutschland – und in dem gleichnamigen Fanzine aktiv, leitete aber auch schon Jugend-Workshops, unter anderem in Schulen, an Unis und Gedenkstätten wie Bergen-Belsen und Ravensbrück. Auch Peter Lorenz war in den 1990ern phasenweise in einer Band aktiv, er war Sänger der Golden Acker Rhythm Kings, einer Spaß-Coverband, die englischsprachige Songs in deutscher Sprache verballhornte. Bei einem Konzert im alternativen Club naTo in Leipzig ließen er und seine Bandkollegen im Jahr 1994 die damals noch unbekannte neue Gruppe seines jüngeren Bruders Flake als Vorband auftreten – es war das erste offizielle Rammstein-Konzert.

## Fernsehen, Film & Radio
2011 porträtierte die Regisseurin Annekatrin Hendel Christian „Flake“ Lorenz in ihrer 43-minütigen Dokumentation Flake – mein Leben, die in Zusammenarbeit mit dem ZDF und arte entstanden ist. Diese wurde im Jahr 2012 für den Grimme-Preis nominiert.
2015 gab Flake einen Gastauftritt bei Radio Eins. Er war bei der „Freundlichen Übernahme“ vertreten, in der unter anderem Musiker wie Moby, die Pet Shop Boys, Jean Michel Jarre oder Apocalyptica Radio machen.
Ab dem 9. Mai 2017 moderierte er bei Radio Eins jeden zweiten Dienstag im Monat die Sendung Die Sendung. Seine erste Ausgabe widmete Flake dem Thema „Der Tod“, die mit biografischen Anekdoten, intimen Gedanken und der Lieblingsmusik des Künstlers umrahmt wurde. Weitere Themen waren u. a. „Bücher“, „Hans im Glück“, „Deutsche Bands die englisch singen“, „Harmonie“, „Familie“, „Humormusik“, „Mädchennamen“, „Pfeiflieder“, „Tiere“, „Radio“, „Doppelalbum“, „Zusammenspiel“, „Schulbands“, „Bands die uns begleiten“, „Rocklieder mit einem Klavier“, „Arbeit“. Der Podcast trägt den Untertitel „Flake. Des Tastenfickers Podcast“. Nachdem im Sommer 2023 Missbrauchsvorwürfe gegen Till Lindemann und später auch gegen Lorenz erhoben wurden, wurde die Sendung pausiert. Auch nach Einstellung der staatsanwaltschaftlichen Ermittlungen wurde die Sendung mit Flake nicht wieder ins Programm von Radio Eins aufgenommen. Als Begründung gab der Sender „die ethische Fragwürdigkeit des unwidersprochenen Casting-Systems“ und eine fehlende „inhaltliche Auseinandersetzung der Band mit dieser Praxis“ an. Auch Musik von Rammstein werde nicht mehr im Programm des Senders gespielt.
Im November 2017 war Flake zu Gast bei dem Berliner Bestatter Eric Wrede und seinem Internet-Format „The End: Der Podcast auf Leben und Tod“. Aufgenommen wurde diese 11. Folge in einem Bestattungsinstitut.
Er nahm an der letzten Sendung von „Schulz & Böhmermann“, ZDFneo, teil, die am 3. Dezember 2017 ausgestrahlt wurde. Andere Teilnehmer waren Sibylle Berg, LeFloid und Seyran Ateş.
Beim Radiosender MDR Kultur wurde Flake am 18. Februar 2018 unter dem Motto „Vom Tastenficker zum Buchautor“ interviewt.
Am 12. Oktober 2018 wurde eine Live-Lesung von „Heute hat die Welt Geburtstag“ in Köln für den Radiosender 1Live aufgezeichnet und in der Sendereihe „1LIVE Stories“ ausgestrahlt.
Im April 2020 war Flake als Gast in der arte-Sendung „Hope@Home“ zu sehen. In diesem Format gab er neben ein paar Leseproben unter der Leitung von Daniel Hope und Christoph Israel den Feeling B–Klassiker „Langeweile“ zum Besten.
Im Mai 2020 strahlte der deutsch-französische Sender arte eine Folge des Formats „Durch die Nacht mit …“ aus, in der Flake zusammen mit Joey Kelly den Abend verbrachte.
Im Dezember 2020 veröffentlichte Netflix die Komödie „Wir können nicht anders“ (Regie: Detlev Buck), in der Flake einen kleinen Auftritt als Chorleiter hat.
Für den Dokumentarfilm „Union – Die besten aller Tage“ von Annkatrin Hendel war Lorenz für den Soundtrack zuständig. Der Film feierte am 2. April 2024 in Berlin seine Premiere.
Bei dem Musikclip "Das Unheil" der Berliner Band Knorkator übernahm Flake die Hauptrolle. Die Veröffentlichung war am 15. Mai 2025.

## Diskografie

### Solokarriere
- 2024: Flake feiert Weihnachten (Snow Flake)

## Literarisches Werk
2015 erschien Lorenz’ autobiografisches Werk Der Tastenficker: An was ich mich so erinnern kann im Verlag Schwarzkopf & Schwarzkopf. 2017 erschien im S. Fischer Verlag Lorenz’ zweites Buch Heute hat die Welt Geburtstag über seine Zeit als Rammstein-Musiker. Beide Werke tragen Züge eines Schelmenromans.
- Flake: Der Tastenficker. An was ich mich so erinnern kann. Schwarzkopf & Schwarzkopf, Berlin 2015, ISBN 978-3-86265-439-0.
- Flake: Heute hat die Welt Geburtstag. S. Fischer, Frankfurt am Main 2017, ISBN 978-3-10-397263-4.